# 적의

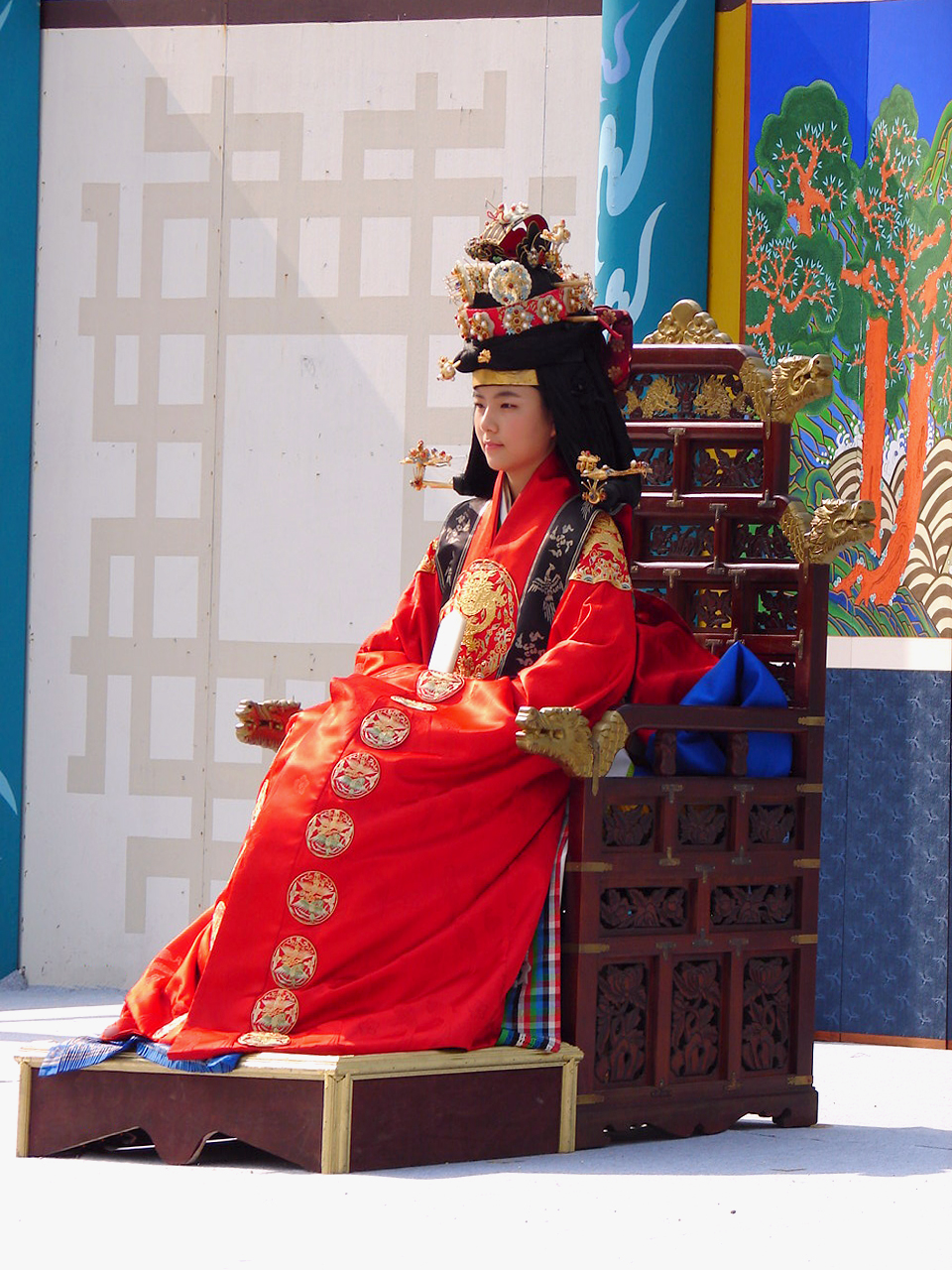
홍적의

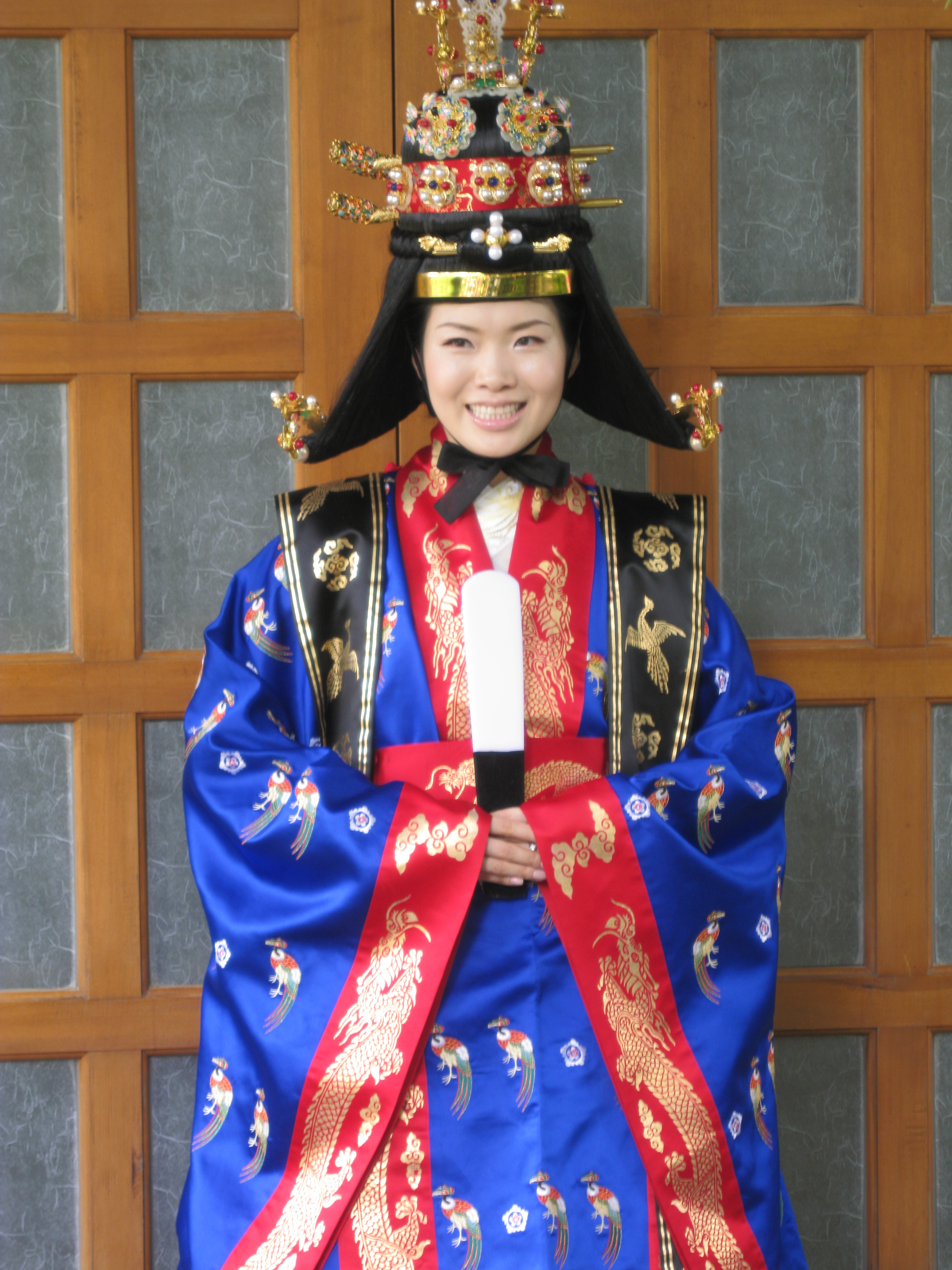
청적의

적의(翟衣)는 고려, 조선, 대한제국 및 명나라 왕비가 입던 대례복을 가리키는 용어이다. 적의는 가장 높은 예복의 일종이었으며 때문에 자수와 금박도 격식을 갖추도록 했다. 보통 대홍색 비단으로 만들었으며 흉배로서 금색 실을 수놓은 5조룡보를 붙이고 적의에 봉황이나 꿩을 수놓아 조선 시대 최고 지위의 여성을 상징적으로 드러내는 의복이었다. 적의를 입기 시작한 것은 고려 공민왕 때부터로 알려져 있다.
왕비를 책봉할 시기가 되면 조선에서는 중국에 왕비가 입을 옷과 옷감을 요청했으며 이에 따라 중국은 제후를 자처한 조선에 상응한 의복을 내렸다.
적의는 중국에서 유래된 옷이지만 한복의 적의와 다르다. 고려시대의 적의는 원삼와 비슷한 붉은 색의 옷으로 바꿔서 입었다. 그리고 대한제국시대의 적의는 중국의 적의와 비슷하지만 중국의 적의와 2계급이 낮다.중국의 적의와 다른것은 적관대신 대수머리를 착용했다. 그리고 치적의의 붉은색 장식은 파란새의 장식으로 변경되었다.
적의는 착용 시 적의 자체 뿐 아니라 하피·폐슬·후수·패옥(佩玉) 등의 부속의장품을 포함했으며 조선 고종 이후로는 그 제도가 바뀌어 꿩의 자수와 그 색에 대해서도 변화가 일어난다. 현재 궁중 의복은 그 종류를 막론하고 거의 남아 있는 것이 희귀해 각 1벌 정도만이 대한민국에 남아있으며 왕비의 적의로는 영친왕비의 것이 유일하다. 특별히 광무원년(光武元年·1897년)에 제정된 적의제도(翟衣制度)에 의해 만들어진 것이라서 110여 년 전 왕실복식을 나타내는 예술적 가치도 높다.

## 같이 보기
- 황후 적의 (국가민속문화재 제54호), 세종대학교 박물관 소장
- 적의본 및 폐슬본 (국가민속문화재 제67호), 국립중앙박물관 소장